# Abdalá Bucaram
Abdalá Bucaram Ortiz (Guayaquil, Equador, 4 de febrer de 1952) és un advocat i polític equatorià. Va ser president de l'Equador (1996-1997).
Bucaram va ser cap de policia de la província del Guayas, alcalde de Guayaquil i membre fundador del Partido Roldosista Ecuatoriano (PRE). Arribà a la presidència després de les eleccions de 1996, on superà el seu rival del Partido Social Cristiano Jaime Nebot. La seva campanya i el seu govern posterior es van basar en un fort populisme. La seva manca de credibilitat i els seus escàndols anteriors per corrupció mentre era alcalde de Guayaquil el van perjudicar considerablement. Els sis mesos en què governà van estar caracteritzats per la corrupció i el caos econòmic, el que provocà un fort descontentament popular després dels primers mesos.
El congrés el va separar de la presidència equatoriana al·legant «incapacitat mental». Es va exiliar a Panamà amb càrrecs de corrupció, fins al 2 d'abril del 2005, quan va tornar temporalment al país sense càrrecs, enmig dels escàndols que van posar fi al govern de Lucio Gutiérrez. Els càrrecs de corrupció es van reinstaurar el 20 d'abril i retornà al seu exili panameny, des d'on segueix intentant influir en la política equatoriana.